# スレッド (雑誌)
『スレッド』は、晋遊舎がかつて発行していた雑誌。毎月30日発売としていた。2007年7月30日創刊、同年9月休刊。
「大衆啓蒙マガジン」をコンセプトとしていた。扱いは月刊誌ではなくムック。

## 概要
晋遊舎がこれまでに刊行したマンガ 嫌韓流などに則り、いわゆるネット右翼・2ちゃんねらーに関心が高い話題について取り扱った“オピニオン誌”である。「エンタメ×カルチャー×オピニオン」を謳う。
創刊号においては「日本を売っちゃった人々」と題して売国奴と称された人物について特集。他に在日コリアン問題・プロ市民・現業公務員の実態・教育問題などについて取り上げた。第2号では「嫌阪流」と題し、関西（主として大阪）の、スレッドが「暗部」と定義したものを特集した。コリアンや在日コリアンの反日思想を風刺した漫画「テコンダー朴」、ヘタウマなタッチでプロ市民の集会の内情を描く「潜入!!プロ市民集会レポート」なども連載されていた。
表紙は、秋山莉奈（1号）、南明奈（3号）。
2007年9月発売の第3号で休刊した。後継誌は「m9」（やはり3号で休刊）と「.net実話 アングラーEX」（2008年6月の第13号で終了）。
方針は現在、『歴史探訪』シリーズなど、同社から発行される数々の右派ムックに引き継がれている。

### 連載漫画
- テコンダー朴 原作:Mr.Beck 作画:山戸大輔
- 潜入!!プロ市民集会レポート マミヤ狂四郎
- 革命乙女キヨミ 森岡義平

## 批評
まず『週刊文春』の連載「マガジンラック」に取り上げられた。
続けて3号雑誌ならぬ1号雑誌ではと様子見していた朝日新聞社の『AERA』の連載記事「マガジン百名山」でも「ネット右翼に迎合する新雑誌」の見出しで2007年9月17日号で取り上げた。執筆者の中沢明子は、表紙を『サイゾー』誌のパクリと指摘。読者層は、朝日新聞や金持ちが嫌いなネット右翼と呼ばれる反中・嫌韓の若者だとした。『スレッド』の登場は、そうした「朝日新聞をもっとも丁寧に読む」読者層に迎合した雑誌が商売になったことを示す時代の変化ではないかと結論づけている。

## 類似誌
- WiLL (雑誌)
- Voice (雑誌)
- SAPIO
- 撃論